# Stygocaris townsendi
Stygocaris townsendi är en kräftdjursart som beskrevs av Yutaka Morimoto 1977. Stygocaris townsendi ingår i släktet Stygocaris och familjen Stygocarididae. Inga underarter finns listade i Catalogue of Life.